# Kim Milton Nielsen

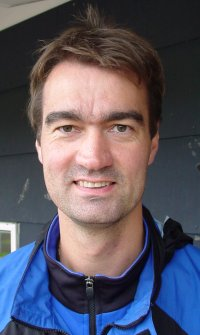

Kim Milton Nielsen (Kopenhagen, 3 augustus 1960) is een voormalig Deense scheidsrechter, die internationale wedstrijden floot. Hij, IT-manager van beroep, stond bekend om zijn indrukwekkende lengte van 1.96 meter, waarmee hij langer was dan de meeste voetballers. Nielsen begon met fluiten op 15-jarige leeftijd, toen hij de spelregels wilde leren kennen. Tien jaar later floot hij de Deense topwedstrijden en in 1988 mocht hij internationaal gaan fluiten, terwijl hij pas 28 jaar oud was.
Zijn carrière omvat 154 interlands en 53 Champions League-wedstrijden - het hoogste aantal wedstrijden gefloten door een scheidsrechter in deze competitie. In 1993 kreeg hij zijn eerste aanstelling voor een "grote" wedstrijd. Het betrof de UEFA Super Cup-wedstrijd tussen Werder Bremen en FC Barcelona. Een jaar later mocht hij de finale van de UEFA Cup fluiten tussen Austria Salzburg en Internazionale.
Nielsen floot op het EK voetbal 1996 in Engeland het duel tussen Rusland en Duitsland en vervolgde met twee wedstrijden op het WK 1998 in Frankrijk. Een van die twee wedstrijden was de kraker tussen Engeland en Argentinië, waarin hij David Beckham een rode kaart gaf, nadat Beckham Diego Simeone geschopt had vanwege een door de Argentijn gemaakte overtreding. Engeland verloor de wedstrijd na strafschoppen en Beckham werd daarvan de schuld gegeven door de tabloids. Nielsen was op de website van de BBC uitgeroepen tot "nieuwsmaker" van de maand, op de site gaf de scheidsrechter zijn mening over de wedstrijd en het wegsturen van Beckham.
Op het EK 2000 werd Kim Milton Nielsen aangesteld voor de wedstrijden tussen Duitsland en Roemenië en Turkije tegen België. De laatste wedstrijd eindigde voor Nielsen in een teleurstelling: hij raakte geblesseerd aan zijn been. Op het WK voetbal 2002 was er een nieuwe mijlpaal voor Nielsen: hij mocht de halve finale tussen Brazilië en Turkije fluiten.
In 2004 mocht hij de finale van de UEFA Champions League fluiten tussen AS Monaco en FC Porto. Verder was hij een van de twaalf scheidsrechters op het EK 2004 in Portugal.
Verder viel Nielsen ook op in de wedstrijd tussen Villarreal CF en Manchester United in de groepsronde van de Champions League in 2005. Hij drukte Wayne Rooney direct een tweede gele kaart onder de neus, toen de spits sarcastisch klapte, nadat hij daarvoor een gele kaart had gekregen voor een overtreding. 'Even sarcastic play is not allowed, the referee cannot accept that' (zelfs sarcastisch spel is niet toegestaan, een scheidsrechter kan dat niet accepteren) zei hij tegen BBC Radio Five.
In 2006 bereikte Nielsen de door de UEFA ingestelde leeftijdsgrens van 45 jaar (vanwege verjonging) en beëindigde zijn carrière op 16 mei, kort nadat hij de finale van de strijd om de Deense voetbalbeker had geleid.

## Statistieken
| Seizoen   | Competitie  | Duels | Kaarten    | Kaarten                                    | Kaarten     | Pen. |
| Seizoen   | Competitie  | Duels | Kreeg geel | Kreeg voor de tweede keer geel en dus rood | Weggestuurd | Pen. |
| --------- | ----------- | ----- | ---------- | ------------------------------------------ | ----------- | ---- |
| 1991      | Superligaen | 9     | 15         | 0                                          | 1           | 3    |
| 1991–1992 | Superligaen | 17    | 59         | 1                                          | 0           | 6    |
| 1992–1993 | Superligaen | 18    | 55         | 0                                          | 0           | 2    |
| 1993–1994 | Superligaen | 16    | 44         | 1                                          | 2           | 2    |
| 1994–1995 | Superligaen | 5     | 19         | 0                                          | 1           | 2    |
| 1995–1996 | Superligaen | 20    | 39         | 5                                          | 2           | 5    |
| 1996–1997 | Superligaen | 17    | 43         | 1                                          | 1           | 10   |
| 1997–1998 | Superligaen | 16    | 48         | 2                                          | 3           | 7    |
| 1998–1999 | Superligaen | 17    | 32         | 0                                          | 1           | 2    |
| 1999–2000 | Superligaen | 16    | 35         | 3                                          | 1           | 0    |
| 2000–2001 | Superligaen | 16    | 46         | 0                                          | 3           | 3    |
| 2001–2002 | Superligaen | 17    | 51         | 0                                          | 2           | 3    |
| 2002–2003 | Superligaen | 18    | 52         | 0                                          | 0           | 8    |
| 2003–2004 | Superligaen | 14    | 38         | 1                                          | 0           | 3    |
| 2004–2005 | Superligaen | 16    | 42         | 1                                          | 1           | 3    |
| 2005–2006 | Superligaen | 18    | 58         | 0                                          | 0           | 0    |
| Totaal    | Totaal      | 250   | 676        | 15                                         | 18          | 59   |